# Else zum Schwarzen Buchstaben
Else zum Schwarzen Buchstaben (* Straßburg; † nach 1401 in der Verbannung) war eine Waldenserin im Umfeld des Straßburger Waldenserprozesses, der 1400/1401 stattfand. Sie gehört zu den siebenundzwanzig Straßburgern, die zur Bestrafung aus dem Bistum verbannt wurden. Dieser Prozess war einer der letzten gegen die Waldenser. Else war Eigentümerin des Hauses Zum Schwarzen Buchstaben. Mit diesem Namen gab es zu jener Zeit in Straßburg zwei Gebäude, eines in der Predigergasse, später Rue des Orfèvres bezeichnet, sowie das von Else am Weinmarkt, ganz im Westen der Stadt.
Else war Tochter des 1391 verstorbenen Straßburger Bürgers Ulrich von Bopfingen, Diözese Augsburg, der den Beruf des Wollschlägers ausübte. Wahrscheinlich ist Ulrich die gleiche Person, die zusammen mit Handwerksgenossen seit 1345 ein Haus in der Blindengasse zur Erbleihe aufgenommen hatte. Dieser Vertrag wurde 1356 verlängert. Wie der Prozess ergab, war das Haus am Weinmarkt Ketzerschule gewesen, also spirituelles Zentrum der kleinen Waldensergemeinde. Am 11. Juli 1391 überschrieb Else ihrer Magd Grede, mit der sie sehr vertrauensvollen Umgang hatte, ihr Haus. Grede räumte ihr im Gegenzug lebenslanges Wohnrecht ein für einen jährlichen symbolischen Mietzins von einem Huhn. Grede, die zwar auch angeklagt, aber freigesprochen wurde, könnte ihrer Herrin in die Verbannung gefolgt sein.
Es kam zunächst zu einer Voruntersuchung, später zur Anklage gegen die Waldenser, also auch gegen Else, weil der Alt-Priester von Sankt-Peter Klaus von Brumath (1383–1398) mit einer hohen „Häretikerdichte“ lebte und so auf ihre Andersgläubigkeit aufmerksam wurde. Besonders zur Weihnachtszeit seien mehr Gläubige in den Waldenserzentren gewesen als in Sankt Peter.
Nach Aktenlage schwor Else zwar bereits acht oder zehn Jahre vor Prozessbeginn dem Waldenserglauben ab, vertraute sich in der Sache dem Dominikaner Friedrich von Eichstätt an und musste dafür zur Buße ins unterelsassische Marienthal südlich von Hagenau pilgern, die langjährige Beherbergung der Waldensergemeinde in ihrem Haus wog jedoch schwer genug, um der Anklage zur Verbannung stattzugeben. Eine zweite Buße, die während des Prozesses ausgesprochen wurde, lautete auf drei Pilgerfahrten nach Einsiedeln, die sie jedoch – wohl aus Altersgründen – nicht selbst antrat, sondern sich dabei durch ihre Magd, ihren Bruder Johannes und ihre Schwester Dyna vertreten ließ. Dyna wiederum trat die Pilgerfahrt ebenfalls nicht an, sondern verfügte stattdessen, nach ihrem Tode Else ihr bestes Kleid zu vermachen.